# Æ Amatøer
Æ Amatøer var en sønderjysksproget dansk amatørteatergruppe i Sydslesvig. Den blev grundlagt i 1974 af overlærer ved Risum skole Johann Mikkelsen (1933-2006) i Læk. De frivillige 15-20 amatører kom fra »det gamle Sydtønder Amt«, den del af Tønder Amt der kom til Tyskland ved grænsedragningen i 1920, nu en af de nordligste områder i Nordfrislands Amt, hvor det sønderjyske sprog har levet stærkt, selv om det officielle sprog var blevet tysk.
Æ Amatøers formål var at gavne forståelsen for det sønderjyske sprog, at styrke danskheden syd for grænsen, og ved at spille for rigsdanske grupper i det gamle kongerige og kursistgrupper på Jaruplund Højskole at tydeliggøre tilstedeværelsen af det danske mindretal i Sydslesvig, hvis oprindelige sprog var sønderjysk og ikke rigsdansk.
Æ Amatøer blev hurtigt en anerkendt medspiller på den sydslesvigske scene, og i 1976 kunne de optages i Sydslesvigsk Årbog, hvor Johann Mikkelsen berettede om tilblivelsen.
Amatørteatergruppen lagde ud med at spille stykker af Walter Christiansen i Karlum, skrevet lige efter krigen med egnshistorisk udgangspunkt. De var dengang blevet skrevet og opført på sønderjysk. Æ Amatøer debuterede 20. september 1974 i Tinningsted med stykket Æ Fluesmække ved Sydtønder Landboforenings 25-års jubilæum.
Senere blev Sigfred Andresen fra Læk Sogn en af leverandørerne af stykker til Æ Amatøer.
Ved lederen Johann Mikkelsens død i 2006 ophørte gruppen.